# Bảng điểm cân bằng
Bảng điểm cân bằng (tiếng Anh: balanced scorecard - BSC) là phương pháp quản lý hiện đại dựa trên mục tiêu, theo đó định hướng phát triển của doanh nghiệp được thể hiện bằng các chỉ tiêu, các mục tiêu được tổ chức đó xây dựng một cách hài hòa, cân đối dựa trên các ưu tiên quan trọng của tổ chức, doanh nghiệp.
Hệ thống này giúp định hướng hành vi của toàn bộ các hệ thống trong công ty - giúp mọi người cùng hướng tới mục tiêu chung cũng như sự phát triển bền vững của doanh nghiệp và làm cơ sở cho hệ thống quản lý và đánh giá công việc.
Khái niệm Bảng điểm cân bằng trong ngành kế toán quản trị đã tạo lập nên điểm khởi đầu cho khái niệm về mục tiêu tổng thể của một doanh nghiệp là tạo ra giá trị kinh tế dài hạn.
Do vậy, mặc dù những đo lường tài chính về hiệu quả của doanh nghiệp hàng quý, hàng năm sẽ vẫn được sử dụng để cung cấp một báo cáo về hiệu quả hoạt động hiện thời, nhưng những thước đo tài chính này cần phải được bổ sung bằng những nhân tố tác động tới hiệu quả tài chính dài hạn. Những nhân tố này – đặc biệt những nhân tố của cơ hội tăng trưởng – đòi hỏi những thước đo khác ngoài các thước đo tài chính đã có.

## Nội dung của Bảng điểm cân bằng
Cách thức phân loại đầu tiên đã xác định được bốn khía cạnh trong các mục tiêu hiệu quả của doanh nghiệp:
1. Tài chính: chúng ta tạo ra giá trị cho cổ đông như thế nào?
2. Khách hàng: khách hàng mới và khách hàng hiện tại có giá trị gì với chúng ta?
3. Nội tại: Những quy trình nào chúng ta cần vượt trội để đạt được những mục tiêu về tài chính và khách hàng?
4. Nhận thức và Đổi mới: Chúng ta có thể tiếp hoàn thiện và tạo ra giá trị trong tương lai?

Bốn khía cạnh này cho phép các doanh nghiệp định rõ những mục tiêu cân bằng hiệu quả tài chính trong ngắn hạn với những nhân tố của cơ hội tăng trưởng dài hạn đối với hiệu quả tài chính trong tương lai.

## Ý nghĩa và các ứng dụng
Những nghiên cứu gần đây cho thấy phương pháp bảng điểm cân bằng đã vượt xa hơn là một hệ thống đo lường cải tiến. Một số doanh nghiệp đang sử dụng nó như một hệ thống quản lý trung tâm của họ. Những đơn vị kinh doanh chuyển sứ mệnh và những mục tiêu chiến lược và nhiệm vụ của họ thành những thước đo hoạt động mà có thể cho thấy được sự quan trọng của việc tạo lập những mối quan hệ mới với khách hàng và sự vượt trội trong một số lượng các quy trình nội bộ rộng lớn hơn.
Những hệ thống đo lường hiệu quả hiện thời, bao gồm những hệ thống đưa ra được các nhân tố tác động tới quy trình theo phương pháp ABC cũng chỉ mới tập trung vào việc hoàn thiện các quy trình hiện tại. Phương pháp bảng điểm cân bằng không chỉ thiết lập các ưu tiên để hoàn thiện các quy trình quan trọng nhất, mà nó còn xác định được các quy trình hoàn toàn mới cần phải được thiết lập để đạt được các mục tiêu hiệu quả có tính đột phá của tổ chức đối với khách hàng và cổ đông.
Mục tiêu của các thước đo của bảng điểm có thể được sử dụng để xác định các ưu tiên trong các dự án chuyển đổi và tái cơ cấu hoạt động. Theo cách này những nỗ lực hết mình có thể tập trung vào việc nâng cao những quy trình quan trọng về mặt chiến lược đối với thành công của đơn vị kinh doanh.
Bảng điểm cũng cung cấp những đơn vị đo lường – như giảm thời gian tiếp cận thị trường và những chu kỳ hoàn thành đơn hàng rút ngắn – những đơn vị đo lường có thể được sử dụng để đánh giá lợi ích của những dự án chuyển đổi và tái cơ cấu hoạt động. Những thước đo này khiến cho những dự án chuyển đổi không chỉ còn đơn thuần là những hoạt động cắt giảm chi phí mạnh mẽ.
Cuối cùng, phương pháp bảng điểm cân bằng có thể hợp nhất việc lập kế hoạch chiến lược và lập kế hoạch ngân quỹ hoạt động, hai quy trình quản lý mà trước đó có tính riêng biệt và không thể kết hợp được. Với quy trình hợp nhất này, việc lập kế hoạch chiến lược dài hạn được tiến hành đồng thời với quá trình lập kế hoạch ngân quỹ hàng năm.
Kết quả của quy trình này là một tập hợp các thước đo hoạt động và những mục tiêu phải đạt được nếu đơn vị kinh doanh theo đúng quỹ đạo để đạt được những kế hoạch dài hạn.
Trong năm, những đánh giá hàng tháng và hàng quý không chỉ tập trung vào hiệu quả dưới giác độ các mục tiêu tài chính còn tập trung vào việc liệu những mục tiêu trước mắt được đặt ra trong hoạt động lập ngân quỹ truyền thống như hiệu quả khách hàng, khả năng của quy trình nội tại, sự đổi mới, cải tiến và nhận thức thay đổi người lao động có đạt được hay không. Những nhận định đó sẽ đánh giá xem đơn vị kinh doanh còn hoạt động theo đúng đường hướng đã đề ra để để đạt được những mục đích chiến lược dài hạn không.